# Ctenophorus mirrityana
Espèce
Ctenophorus mirrityana est une espèce de sauriens de la famille des Agamidae.

## Répartition
Cette espèce est endémique de Nouvelle-Galles du Sud en Australie. Elle se rencontre dans l'ouest de l'État vers Mootwingee.

## Description
Le mâle holotype mesure 218,87 mm de longueur totale dont 76,87 mm de longueur standard et 142 mm pour la queue.

## Étymologie
Le nom spécifique mirrityana vient du langage aborigène local mirrityana, dans la lumière du soleil, en référence à la présence évidente de cette espèce durant la saison chaude.

## Publication originale
- McLean, Moussalli, Sass, Stuart-Fox, 2013 : Taxonomic Assessment of the Ctenophorus decresii Complex (Reptilia: Agamidae) Reveals a New Species of Dragon Lizard from Western New South Wales. Records of the Australian Museum, vol. 65, no 3, p. 51–63 (texte intégral).